# Депутаты Сената Парламента Казахстана VII созыва
Полномочия Сената Парламента Республики Казахстан VII созыва начались с открытием его первой сессии 15 января 2021 года и продолжались до начала работы первой сессии парламента VIII созыва (29 марта 2023 года).
В VII созыве парламента полномочия депутатов сената, избранных в 2017 и 2020 годах, назначенных президентом Казахстана в 2017, 2019, 2020 годах, в соответствии с конституционными нормами, были продолжены.
В июне 2022 года на республиканском референдуме были приняты изменения в конституцию Казахстана. Согласно новой редакции, президент назначает 10 депутатов сената (вместо 15), пять из которых — по предложению Ассамблеи народа Казахстана. В июне 2022 года были образованы три новых области — Абайская, Улытауская и Жетысуская, в связи с чем 24 августа 2022 года были избраны депутаты сената от новых административных единиц.
14 января 2023 года прошли очередные выборы депутатов сената во всех областях, столице и городах республиканского значения.

## Список депутатов сената VII созыва
Всего за период полномочий сената VII созыва его депутатами были 58 человек.
| ФИО                                   | Срок полномочий депутата сената | Комментарий |
| ------------------------------------- | ------------------------------- | --- |
| Абдикеров, Рыскали Калиакбарович      | 2017—2023                       | Избран от Карагандинской области в 2017 году |
| Абдиров, Нурлан Мажитович             | 2020—2022                       | Назначен указом президента 28 августа 2020 года. 25 января 2022 года был назначен председателем Центральной избирательной комиссии Республики Казахстан |
| Адильбеков, Даурен Зекенович          | 2017—2023                       | Избран от Акмолинской области в 2017 году |
| Айткенов, Ернур Нурмуханович          | 2023—                           | Избран от Павлодарской области в 2023 году |
| Айтпаева, Сауле Муханбедиановна       | 2017—2022                       | Назначена указом президента в 2017 году. Полномочия прекращены указом президента 13 января 2022 года |
| Алдашев, Суиндик Тасеменович          | 2020—                           | Избран от Мангистауской области в 2020 году |
| Альназарова, Акмарал Шарипбаевна      | 2020—2024                       | Избрана от Кызылординской области в 2020 году |
| Арубаев, Сакен Каланович              | 2023—                           | Избран от Жамбылской области в 2023 году |
| Аргынбекова, Айнур Серикпаевна        | 2022—                           | Избрана от Абайской области в 2022 году |
| Асанов, Жакип Кажманович              | 2023—                           | Назначен указом президента 24 января 2023 года |
| Асанова, Жанна Бейсентаевна           | 2023—                           | Избрана от города Алматы в 2023 году |
| Ашимбаев, Маулен Сагатханулы          | 2020—                           | Назначен указом президента 4 мая 2020 года. С 4 мая 2020 года — председатель сената. Переназначен указом президента 24 января 2023 года |
| Байахметов, Бакытжан Какенкаджиевич   | 2022—2023                       | Избран от Абайской области в 2022 году |
| Бактиярулы, Мурат                     | 2011—2023                       | Избран от Кызылординской области в 2011 и 2017 годах |
| Бекенов, Нурлан Жексембаевич          | 2020—                           | Избран от Акмолинской области в 2020 году |
| Бекназаров, Нурлан Кудиярович         | 2018—                           | Избран от города Шымкента в 2018 году |
| Бектаев, Али Абдикаримович            | 2014—                           | Избран от Южно-Казахстанской области в 2014 году, от Туркестанской области — в 2020 году |
| Больгерт, Евгений Андреевич           | 2023—                           | Назначен указом президента 24 января 2023 года |
| Буктугутов, Шакарым Сабырович         | 2023—                           | Избран от Восточно-Казахстанской области в 2023 году |
| Булавкина, Ольга Александровна        | 2020—                           | Избрана от Восточно-Казахстанской области в 2020 году |
| Волков, Владимир Васильевич           | 2017—2023                       | Назначен указом президента 13 июля 2017 года. 24 января 2023 года указом президента полномочия были прекращены |
| Джумагазиев, Мухтар Сабирович         | 2017—2023                       | Избран от Актюбинской области в 2017 году |
| Дюсембаев, Гумар Ислямович            | 2017—2023                       | Избран от Атырауской области в 2017 году |
| Дюсембинов, Султан Мырзабекович       | 2020—                           | Избран от Алматинской области в 2020 году |
| Ершов, Сергей Михайлович              | 2014—                           | Избран от Карагандинской области в 2014 и 2020 годах |
| Жексенбай, Бибигуль Нургаликызы       | 2023—                           | Избрана от города Астаны в 2023 году |
| Жоргенбаев, Жанболат Акебаевич        | 2022—                           | Избран от Алматинской области в 2022 году вместо выбывшего Нурлана Кылышбаева и в 2023 году |
| Жумагулов, Бакытжан Турсынович        | 2017—2023                       | Назначен указом президента. 24 января 2023 года указом президента полномочия были прекращены |
| Жунусов, Талгат Турлыбекович          | 2023—                           | Избран от Акмолинской области в 2023 году |
| Жусип, Нурторе Байтелесович           | 2019—                           | Назначен указом президента в 2019 году. Переназначен указом президента 24 января 2023 года |
| Исабаев, Бейбит Оксикбаевич           | 2022                            | Назначен указом президента 13 января 2022 года. 11 июня 2022 года назначен акимом Жетысуской области. |
| Кадырбек, Мурат Болатулы              | 2023—                           | Избран от Туркестанской области в 2023 году |
| Калтаева, Ляззат Молдабековна         | 2022—2024                       | Назначена указом президента в 2022 году. Переназначена указом президента 24 января 2023 года |
| Каниев, Бауыржан Нуралиевич           | 2020—                           | Избран от Актюбинской области в 2020 году |
| Капбарова, Айгуль Жарылкасыновна      | 2019—                           | Избрана от города Шымкента в 2019 и 2020 годах |
| Каримова, Гульмира Раинбековна        | 2023                            | Избрана от Северо-Казахстанской области в 2023 году. ЦИК зарегистрировал Каримову сенатором 25 января. Умерла 26 января 2023 года. |
| Карплюк, Сергей Алексеевич            | 2020—                           | Избран от Костанайской области в 2020 году |
| Кожамжаров, Кайрат Пернешович         | 2019—2023                       | Назначен указом президента. 24 января 2023 года указом президента полномочия были прекращены |
| Кузиев, Закиржан Пирмухамедович       | 2023—                           | Назначен указом президента 24 января 2023 года |
| Кул-Мухаммед, Мухтар Абрарулы         | 1999—2001, 2018—2023            | Назначен указом президента в 2018 и 2019 годах. 24 января 2023 года указом президента полномочия были прекращены |
| Куришбаев, Ахылбек Кажигулович        | 2020—2022                       | Избран от города Нур-Султана (с 2022 года — Астана) в 2020 году. 12 октября 2022 года подал заявление о досрочном прекращении полномочий депутата, назначен председателем правления — ректором Казахского национального аграрного исследовательского университета. |
| Куртаев, Алимжан Сейтжанович          | 2017—2023                       | Избран от Южно-Казахстанской (с 2018 года — Туркестанской) области в 2017 году |
| Кылышбаев, Нурлан Наурызович          | 2016—2021                       | Избран от Алматинской области в 2016 и 2017 годах. 30 декабря 2021 года полномочия были досрочно прекращены в связи с переходом на другую работу. |
| Лукин, Андрей Иванович                | 2019—                           | Назначен указом президента. 13 января 2023 года указом президента полномочия были прекращены. 14 января 2023 года избран депутатом сената от города Астаны вместо выбывшего Ахылбека Куришбаева.                                                                   |
| Лукпанов, Сагындык Есенгалиевич       | 2020—                           | Избран от Атырауской области в 2020 году |
| Макежанов, Султанбек Алмасбекович     | 2020—                           | Избран от города Алматы в 2020 году |
| Мамытбеков, Едил Куламкадырович       | 2017—2023                       | Избран от города Астаны в 2017 году |
| Медебаев, Советбек Турсынович         | 2022—                           | Избран от Улытауской области в 2022 и 2023 годах |
| Мусабаев, Талгат Амангельдиевич       | 2017—2023                       | Назначен указом президента. 24 января 2023 года указом президента полномочия были прекращены |
| Мусин, Дуйсенгазы Магауянович         | 2017—2023                       | Избран от Восточно-Казахстанской области в 2017 году |
| Наутиев, Алибек Ибатуллиевич          | 2023—                           | Избран от Атырауской области в 2023 году |
| Ниязова, Нурия Исмагиловна            | 2023—                           | Назначена указом президента 24 января 2023 года |
| Нугманов, Амангельды Шайхуллович      | 2023—                           | Избран от Актюбинской области в 2023 году |
| Нукетаева, Динар Жусупалиевна         | 2017—2023                       | Избрана от города Алматы в 2017 году |
| Нуралиев, Абдалы Токбергенович        | 2017—2023                       | Избран от Жамбылской области в 2017 году |
| Нургалиев, Женис Мирасович            | 2010—2023                       | Избран от Костанайской области в 2010 и 2017 годах |
| Нуржигитова, Дана Омирбаевна          | 2019—2023                       | Назначена указом президента. 24 января 2023 года указом президента полномочия были прекращены |
| Нурмухамбетов, Гауез Торсанович       | 2023                            | Избран от Костанайской области в 2023 году |
| Нурсипатов, Нуржан Нурланбекович      | 2017—2023                       | Избран от Павлодарской области в 2017 году |
| Нухулы, Алтынбек                      | 2020—                           | Избран от Павлодарской области в 2020 году |
| Орынбасаров, Бекбол Тилеумуратович    | 2023—                           | Избран от Мангистауской области в 2023 году |
| Орынбеков, Бекболат Серикбекович      | 2020—                           | Избран от Жамбылской области в 2020 году |
| Перепечина, Ольга Валентиновна        | 2014—                           | Избрана от Северо-Казахстанской области в 2014 и 2020 годах |
| Рустемов, Руслан                      | 2023—                           | Избран от Кызылординской области в 2023 году |
| Рысбекова, Ляззат Туякбаевна          | 2020—                           | Избрана от Западно-Казахстанской области в 2020 году |
| Сарыбаев, Галиаскар Тулендинович      | 2022—                           | Избран от Жетысуской области в 2022 году |
| Сатвалдиев, Алишер Гапиржанович       | 2023—                           | Назначен указом президента 24 января 2023 года |
| Сафинов, Канатбек Бейсенбекович       | 2019—2023                       | Назначен указом президента. 24 января 2023 года указом президента полномочия были прекращены |
| Сулеймен, Ляззат Жанылыскызы          | 2019—2023                       | Назначена указом президента в 2019 году. 24 января 2023 года указом президента полномочия были прекращены |
| Султанов, Ерик Хамзинович             | 2017—2023                       | Избран от Северо-Казахстанской области в 2017 году |
| Тастекеев, Кайрат Кулбаевич           | 2023—                           | Избран от Абайской области в 2023 году |
| Толамисов, Амангельды Габдылкаримович | 2022—                           | Избран от Жетысуской области в 2022 и 2023 годах |
| Трумов, Серикбай Утелгенович          | 2021—2023                       | Назначен указом президента в 2021 году. 24 января 2023 года указом президента полномочия были прекращены |
| Турегалиев, Нариман Турегалиевич      | 2017—2022                       | Избран от Западно-Казахстанской области в 2017 году. 2 декабря 2022 года назначен акимом Западно-Казахстанской области. |
| Утегулов, Арман Каримович             | 2023—                           | Избран от Западно-Казахстанской области в 2023 году |
| Утешов, Серик Балгатаевич             | 2023—                           | Избран от Карагандинской области в 2023 году |
| Чельпеков, Бактыбай Акбердыевич       | 2011—2023                       | Избран от Мангистауской области в 2011 и 2017 годах |
| Шайдаров, Серик Жаманкулович          | 2022—                           | Избран от Улытауской области в 2022 году |
| Шакиров, Аскар Оразалиевич            | 2019—2023                       | Назначен указом президента в 2019 году. Переназначен указом президента 24 января 2023 года |
| Шиповских, Геннадий Геннадиевич       | 2023—                           | Назначен указом президента 24 января 2023 года |